# Stefano De Mari
Stefano De Mari a été le 117e doge de Gênes du 12 avril 1663 au 13 avril 1665.